# Gressier
Gressier, in creolo haitiano Gresye, è un comune di Haiti facente parte dell'arrondissement di Port-au-Prince nel dipartimento dell'Ovest.